# Changthang jezik
Changthang jezik (ISO 639-3: cna; gornjoladački; byangskat, byanskat, changs-skat, changtang, changtang ladakhi, rong, rupshu, stotpa, upper ladakhi), sinotibetski jezik kojim govori 10 100 ljudi (2000) u Jammu i Kashmiru kod tibetske granice, Indija. 
S jezicima ladački [lbj] (Indija) i takpa [tkk] (Kina) čini ladačku podskupini zapadnotibetanskih jezika. Narod se zove Champa.

## Vanjske poveznice
- Ethnologue (14th)
- Ethnologue (15th)
- The Changthang Language